# 鸟形站
鸟形站（日语：／ Torigata eki */?）位于秋田县能代市坂形字鸟形，是东日本旅客铁道（JR東日本）管辖的五能线上的鐵路車站。
鸟形站位于能代市八峰町边境。是1955年以来开业的比较新的简易车站。雖然車站位於能代市，但距離八峰町的邊界也很近。昭和35年開業與比較新的車站設備相比較簡便。

## 历史
- 1960年12月1日 - 作为日本国有铁道车站投入运营[1]。
- 1987年4月1日 - 国铁分割民营化后成为JR东日本车站。

## 车站结构
单侧站台1台1线的地上车站。站台上设有简易候车室。

## 相鄰車站
東日本旅客鐵道
■五能線
□快速
通过
■普通
北能代－鸟形－泽目